# Nick Baumgartner
Nick Baumgartner (Iron River, 17 december 1981) is een Amerikaanse snowboarder. Hij vertegenwoordigde zijn vaderland op de Olympische Winterspelen 2010 in Vancouver, op de Olympische Winterspelen 2014 in Sotsji en op de Olympische Winterspelen 2018 in Pyeongchang.

## Carrière
Baumgartner maakte zijn wereldbekerdebuut in maart 2005 in Lake Placid. In februari 2007 scoorde hij in Furano met een tiende plaats zijn eerste wereldbekerpunten, een maand later stond de Amerikaan in Stoneham voor de eerste maal in zijn carrière op het podium van een wereldbekerwedstrijd. Op 1 maart 2008 boekte Baumgartner in Lake Placid zijn eerste wereldbekerzege. Op de FIS wereldkampioenschappen snowboarden 2009 in Gangwon veroverde de Amerikaan de bronzen medaille op de snowboardcross. Tijdens de Olympische Winterspelen van 2010 in Vancouver eindigde Baumgartner als twintigste op het onderdeel snowboardcross.
In Stoneham nam de Amerikaan deel aan de FIS wereldkampioenschappen snowboarden 2013. Op dit toernooi eindigde hij als zevende op de snowboardcross. Tijdens de Olympische Winterspelen van 2014 in Sotsji eindigde Baumgartner als 25e op het onderdeel snowboardcross. 
Op de FIS wereldkampioenschappen snowboarden 2015 in Kreischberg sleepte de Amerikaan de bronzen medaille in de wacht op het onderdeel snowboardcross. In de Spaanse Sierra Nevada nam hij deel aan de FIS wereldkampioenschappen snowboarden 2017. Op dit toernooi eindigde hij als vierde op de snowboardcross, samen met Hagen Kearney werd hij wereldkampioen op de snowboardcross voor teams. Tijdens de Olympische Winterspelen van 2018 in Pyeongchang eindigde Baumgartner als vierde op het onderdeel snowboardcross.
Op de FIS wereldkampioenschappen snowboarden 2019 in Park City eindigde de Amerikaan als dertiende op de snowboardcross.

## Resultaten

### Olympische Winterspelen
| Jaar | Plaats      | Resultaten                               |
| ---- | ----------- | ---------------------------------------- |
| 2010 | Vancouver   | 20e Snowboardcross                       |
| 2014 | Sotsji      | 25e Snowboardcross                       |
| 2018 | Pyeongchang | 4e Snowboardcross                        |
| 2022 | Peking      | 10e Snowboardcross · Snowboardcross team |

### Wereldkampioenschappen
| Jaar | Plaats        | Resultaten                               |
| ---- | ------------- | ---------------------------------------- |
| 2009 | Gangwon       | Snowboardcross                           |
| 2013 | Stoneham      | 7e Snowboardcross                        |
| 2015 | Kreischberg   | Snowboardcross                           |
| 2017 | Sierra Nevada | 4e Snowboardcross · Snowboardcross team  |
| 2019 | Park City     | 13e Snowboardcross                       |
| 2023 | Bakoeriani    | 9e Snowboardcross 4e Snowboardcross team |
| 2025 | Engadin       | 5e Snowboardcross 8e Snowboardcross team |

### Wereldbeker
Eindklasseringen
| Seizoen   | Algm | SBX   |
| --------- | ---- | ----- |
| 2006/2007 | 49e  | 5e    |
| 2007/2008 | 53e  | 17e   |
| 2008/2009 | 11e  | Brons |
| 2009/2010 | 21e  | 5e    |
| 2010/2011 | 19e  | 6e    |
| 2011/2012 | –    | 7e    |
| 2012/2013 | –    | 5e    |
| 2013/2014 | –    | 14e   |
| 2014/2015 | –    | 21e   |
| 2015/2016 | –    | 6e    |
| 2016/2017 | –    | 9e    |
| 2017/2018 | –    | 18e   |

Wereldbekerzeges
| Datum            | Plaats      | Onderdeel      |
| ---------------- | ----------- | -------------- |
| 1 maart 2008     | Lake Placid | Snowboardcross |
| 17 februari 2011 | Stoneham    | Snowboardcross |